# Aaron Carter
Aaron Charles Carter (ur. 7 grudnia 1987 w Tampie, zm. 5 listopada 2022 w Lancaster) – amerykański piosenkarz muzyki pop.

## Życiorys

### Wczesne lata
Urodził się w Tampa General Children’s Hospital w Tampie jako syn Jane Elizabeth Schneck (z domu Spaulding) i Roberta Eugene’a Cartera (1952–2017). Miał pochodzenie angielsko-niemiecko-irlandzko-walijskie. Miał szóstkę rodzeństwa: starszego brata, Nicka, członka zespołu Backstreet Boys, dwie siostry – Leslie Barbarę (ur. 6 czerwca 1986, zm. 31 stycznia 2012) i Robertę 'Bobbie Jean' BJ (ur. 12 stycznia 1982, zm. 24 grudnia 2023) oraz siostrę-bliźniaczkę Angel (ur. 7 grudnia 1987), a także przyrodnią siostrę Ginger (ur. 1972) z pierwszego małżeństwa ojca i przyrodniego brata Kadena Brenta (ur. 2005) z nowego małżeństwa ojca. Kilka lat później rodzina przeniosła się do Ruskin. W 2003 jego rodzice się rozwiedli, odtąd mieszkał na Marathonie z ojcem i jego kolejną żoną, Ginger R. Elrod.
Uczęszczał do Ruskin School na Florydzie.

### Kariera zawodowa

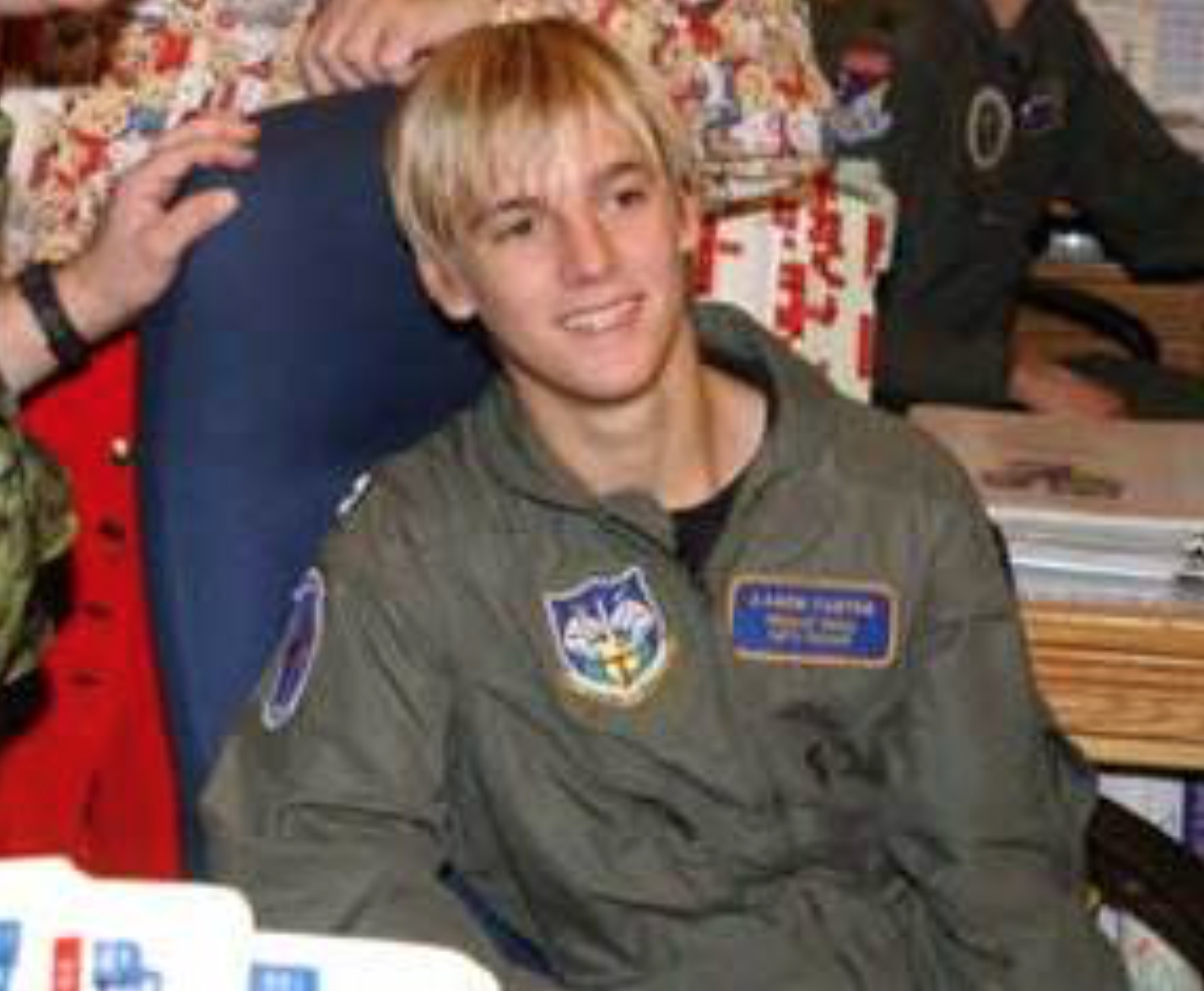
Carter (2002)

Jako dziecko grał na perkusji, gitarze i saksofonie. Karierę zaczynał jako wokalista rockowego zespołu Dead End, jednak po dwóch latach opuścił grupę z powodu różnic repertuarowych.
W wieku dziewięciu lat nagrał swój debiutancki, solowy album studyjny, zatytułowany po prostu Aaron Carter. W kolejnych latach wydał jeszcze trzy płyty: Aaron's Party (2000), Oh Aaron (2001) i Another Earthquake (2002). Oprócz tego w 2001 zadebiutował jako aktor rolą w serialu Lizzie McGuire. W tym samym roku zagrał telewizyjny koncert z Samanthą Mumbą, a jego występy zostały później wydane na albumie DVD pt. Aaron's Party: Live in Concert. W 2003 wydał składankę pt. Most Requested Hits zawierającą materiał ze wszystkich dotąd wydanych albumów oraz premierowy singiel „One Better”.
W 2005 zagrał główną rolę J.D. McQueena w filmie Popstar, w którym wykorzystano m.in. jego utwór „Saturday Night”. W 2006 wraz z rodzeństwem występował w reality show House of Carters, w którym relacjonowano jego codzienne życie z braćmi i siostrami. Jesienią 2009 brał udział w dziewiątej edycji programu Dancing with the Stars; w parze z Kariną Smirnoff zajął piąte miejsce. W 2011 zaczął występować jako Matt w off-broadwayowskim musicalu The Fantasticks.
W lutym 2017 wydał minialbum pt. Love.

## Życie prywatne
W latach 2002–2003 związany był z piosenkarką i aktorką Hilary Duff. W 2007 przeprowadził się do swojego własnego mieszkania w Kalifornii.
W 2008 wziął udział w kampanii społecznej sprzeciwiającej się wprowadzeniu w amerykańskim stanie Kalifornia poprawki legislacyjnej zamykającej drogę parom jednopłciowym do zawierania małżeństw (tzw. Propozycja 8).
W lipcu 2017 został aresztowany za prowadzenie samochodu pod wpływem używek. Na początku sierpnia rozstał się z dziewczyną, Madison Parker. Kilka dni później ujawnił się jako biseksualista.
5 listopada 2022 przedstawiciele Cartera potwierdzili, że zmarł w wieku 34 lat w swoim domu w Lancaster w Kalifornii. Organy ścigania stwierdziły, że otrzymali telefon od sąsiada Cartera z informacją, że mężczyzna utonął.

## Dyskografia

### Albumy studyjne
- Aaron Carter (1997)[18]
- Aaron's Party (Come Get It) (2000)[19]
- Oh Aaron (2001)[20]
- Another Earthquake (2002)[21]
- LØVË (2018)
- Blacklisted (2022)

## Filmografia
| Rok  | Tytuł                           | Rola                 | Uwagi                                              |
| ---- | ------------------------------- | -------------------- | -------------------------------------------------- |
| 2001 | Sabrina, nastoletnia czarownica | w roli samego siebie | serial telewizyjny, 1 odc. „Beach Blanket Bizarro” |
| 2006 | House of Carters                | w roli samego siebie | reality show, 8 odc.                               |
| 2010 | Michael Jackson Commemorated    | w roli samego siebie | film dokumentalny                                  |
| 2012 | Celebrity Ghost Stories         | w roli samego siebie | serial dokumentalny, 1 odc.                        |
| 2014 | I (Heart) Nick Carter           | w roli samego siebie | reality show, 1 odc.                               |